# Themis Pernambucana
Themis Pernambucana foi um periódico publicado no Recife, Pernambuco.
Gazeta de jurisprudência judiciária de duração curtíssima, foi publicada entre agosto de 1865 e março de 1866, tendo como redator o jornalista, advogado e político Antonio Vicente do Nascimento Feitosa.
Periódico hebdomadário, com publicação aos sábados, teve apenas 18 números até dezembro de 1865, quando foi suspenso, só voltando a circular em 3 de fevereiro de 1866, até 10 de março do mesmo ano, quando sua publicação foi encerrada.

## Política editorial
Themis Pernambucana visava à regeneração da jurisprudência e da justiça no Brasil e discutiu, de modo franco e decidido, assuntos tais como: Nepotismo e afilhadagem no foro; necessidade de reforma nos tribunais; o jogo imoral resultante de algumas relações de amizade e parentesco entre advogados e juízes; censura franca à magistratura em geral; críticas à administração da justiça.